# Mouvement de rébellion hébraïque
Le Mouvement de rébellion hébraïque (תנועת המרי העברי, Tnu'at HaMeri Haevri), aussi appelé le Mouvement de résistance uni (MRU) était une alliance des organisations paramilitaires sionistes Haganah, Irgoun et Lehi. Le mouvement fut créé en octobre 1945 par l’Agence juive et fut en place pendant près de 10 mois jusqu’au mois d’août 1946. Ce mouvement d'alliance avait pour but de coordonner notamment  des opérations de sabotages et des attaques terroristes contre les autorités britanniques en Palestine.

## Création
Le mouvement sioniste espérait beaucoup du Parti travailliste (Labour), nouvellement au pouvoir et élu après la Seconde Guerre mondiale. Néanmoins, ce dernier appliquait la politique établie dans le livre blanc de 1939 qui incluait notamment une restriction sur l’immigration juive en Palestine. 
Stimulé par l'opération Agatha, déclenchée par les Britanniques contre les mouvements armés sionistes, les négociations ont commencé pour la formation du mouvement en août 1945 sur l’ordre des leaders du mouvement Haganah, Moshe Sneh et Israël Galili. À la fin octobre de la même année, un accord fut signé créant ainsi le « Mouvement de rébellion hébraïque » ". 
À la tête du nouveau mouvement, se trouvent entre autres quatre représentants : deux de la Haganah (Sneh et Galili), un représentant de l’Irgoun (Menachem Begin) et un représentant du Lehi (Nathan Yellin Mor).
Dans le but de coordonner les activités des différents groupes, un comité de cadres civils de ces différents mouvements, connu sous le nom de "Comité X", fut créé, composé de 6 membres, représentant les différents courants  politiques (dont Levi Eshkol, pour la Haganah). Le conseil opérationnel, qui validait les plans d’opérations, était constitué de Yitzhak Sadeh (du Palmach), Eitan Livni (de l’Irgoun) et Yaakov Eliav (1917–1985) (du Lehi).

## Principales opérations
Durant l’existence du mouvement, onze opérations terroristes majeures ont été menées dont huit par le Palmach et la Haganah et trois par l’Irgoun et le Lehi ainsi que de nombreuses petites opérations.
- La libération du camp de réfugiés d'Atlit et de ses 200 immigrés illégaux de l’Aliyah Bet
- Le sabotage et bombardement de chemins de fer et de gares lors de la "Nuit des trains"
- Le bombardement de dizaines de ponts à travers le pays lors de la "Nuit des ponts"
- L’attaque sur les commissariats de la police britannique en Palestine et de ses auxiliaires arabes
- L’attentat terroriste de l’hôtel King David à Jérusalem faisant 91 morts dont 28 Britanniques, 41 Arabes Palestiniens , 17 Juifs Palestiniens, 2 Arméniens, un Russe, un Grec et un Égyptien

## Dissolution
En aout 1946, à la suite de l'attentat de l'hôtel King David, Chaim Weizmann, Président de l’Organisation sioniste mondiale, appela le mouvement de la résistance hébraïque à cesser toute activité militaire jusqu’à ce qu’une décision sur le problème soit prise par l’Agence juive. L’Agence juive a alors soutenu les recommandations de Weizmann d’arrêter ses actions. 
Cette décision fut acceptée à contrecœur par les membres de la Haganah mais pas par les combattants de  l’Irgoun et ceux du Lehi. L’union fut donc démantelée et chaque groupe d'action  continua ses activités selon sa vision et sa politique.